# Кадыров, Абдушукур
Абдушукур Кадыров — советский узбекистанский хозяйственный деятель, Герой Социалистического Труда.

## Биография
Родился в 1911 году в Ташкенте. Член КПСС с 1941 года.
В 1931—1932 — рабочий, в 1932—1980 — токарь Ташкентского паровозо-вагоноремонтного завода.
Указом Президиума Верховного Совета СССР от 1 августа 1959 года присвоено звание Героя Социалистического Труда с вручением ордена Ленина и золотой медали «Серп и Молот».
Умер после 1980 года в Ташкенте.

## Награды и звания
- Герой Социалистического Труда (01.08.1959)
- Орден Ленина (01.08.1959)